# Oskar Schulz (SS-Mitglied)

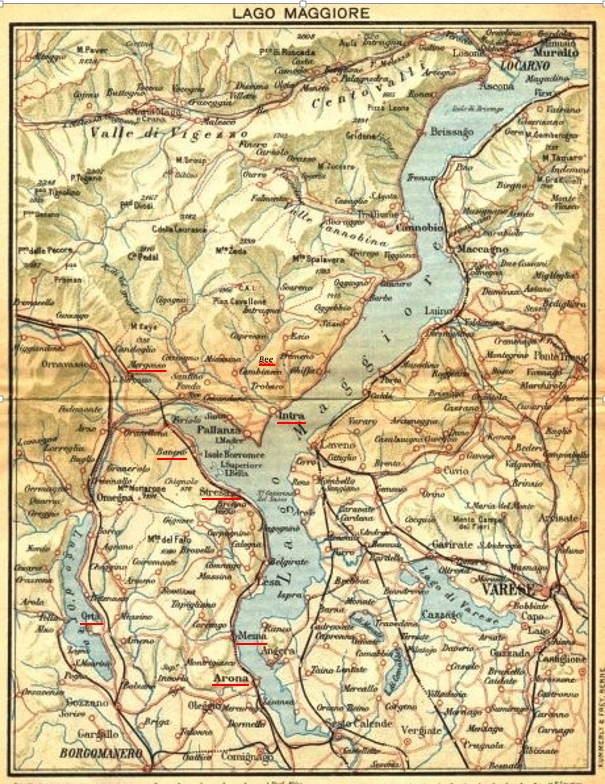
Karte des Lago Maggiore aus den 1930er Jahren, Orte der Massaker der SS an Juden rot unterstrichen

Oskar Schulz (* 18. Juni 1922 in Wedel bei Hamburg; † ?) war Angehöriger der 1. SS-Panzerdivision Leibstandarte SS Adolf Hitler (LSSAH), nicht rechtskräftig verurteilt wegen Mordes an italienischen und griechischen Juden am Lago Maggiore 1943.

## Leben
Oskar Schulz war evangelisch getauft, bezeichnete sich aber ab 2. Juli 1937 nur noch als ‚gottgläubig‘. Er besuchte in Hamburg die Volksschule und machte das Abitur. Am 1. März 1936 trat er als Vierzehnjähriger in die Hitlerjugend ein, der er bis zum 1. September 1940 angehörte.
Schulz war Kaufmann. In die NSDAP trat er als 18-Jähriger am 1. September 1940 ein (Mitgliedsnummer 7.740.590), bis dahin war er Mitglied der Hitlerjugend. Nach Kriegsbeginn wurde er auf eigenen Antrag am 31. März 1941 in die Waffen-SS aufgenommen (SS Mitgliedsnummer: 449.394) und nahm am Russlandfeldzug teil. Er wurde am 1. September 1943 zum SS-Untersturmführer ernannt. Am 1. Januar 1944 wurde er zum SS-Obersturmführer befördert.
Schulz war einer der SS-Angehörigen, die den ersten Massenmord an Juden in Italien im September 1943 in dem mondänen Badeort Meina durchführten. Das Massaker vom Lago Maggiore wurde von mindestens sechs Mitgliedern der 1. SS-Panzer-Division Leibstandarte SS Adolf Hitler, Hans Röhwer, Hans Krüger, Herbert Schnelle, Friedrich Bremer, Oskar Schulz und Ludwig Leithe, ausgeführt.
Die Mörder versenkten die Leichen ihrer Opfer im Lago Maggiore. In Intra wurde eine ganze Familie ausgelöscht, ihre Leichen im Heizungskeller verbrannt. In Stresa kommandierte Hans Krüger die Erschießungen, in Baveno Herbert Schnelle. Das Töten dauerte mehrere Tage. Die Osnabrücker Justiz ging später von 56 Opfern aus.

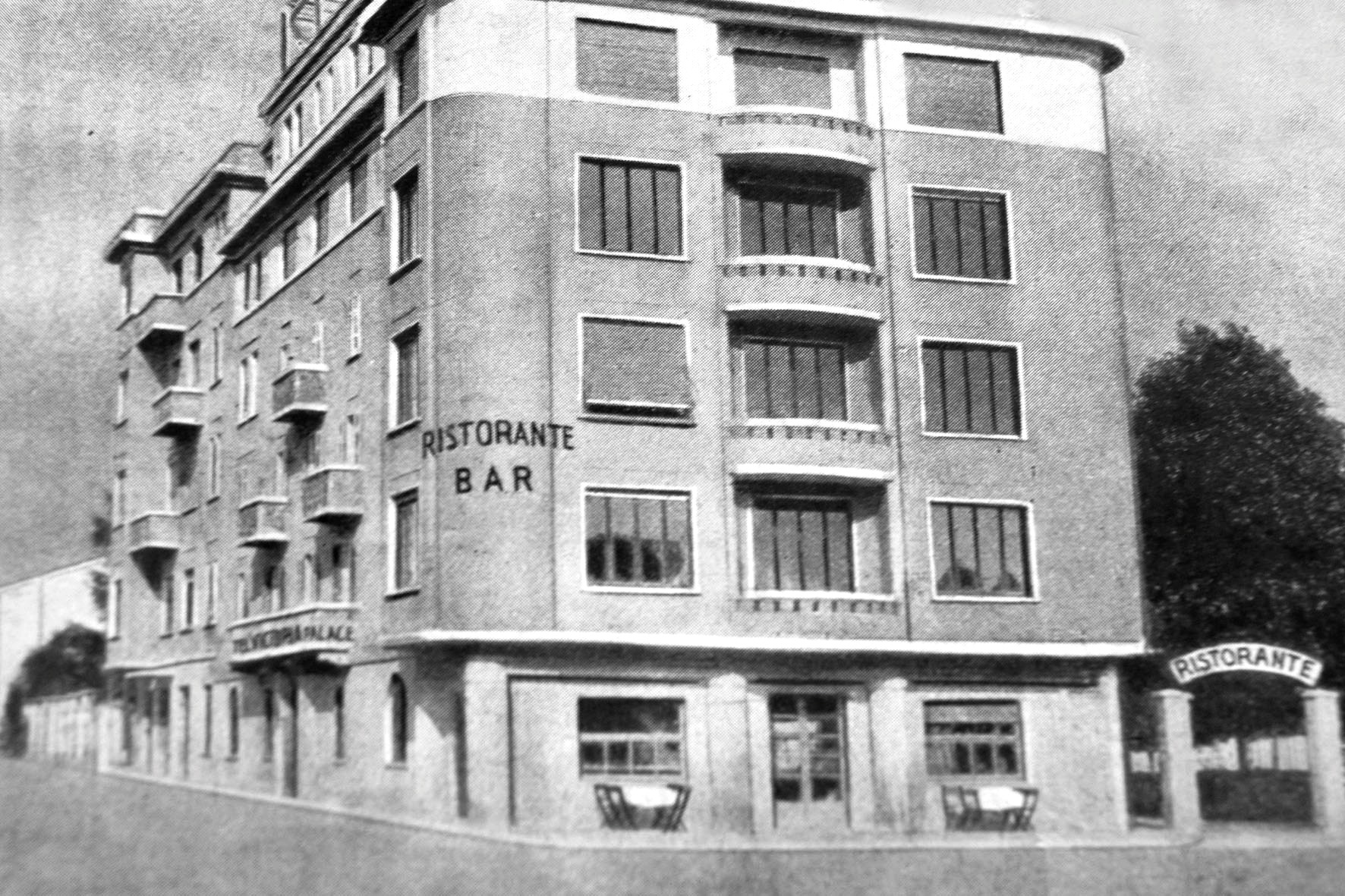
Hotel Meina, 1930er Jahre

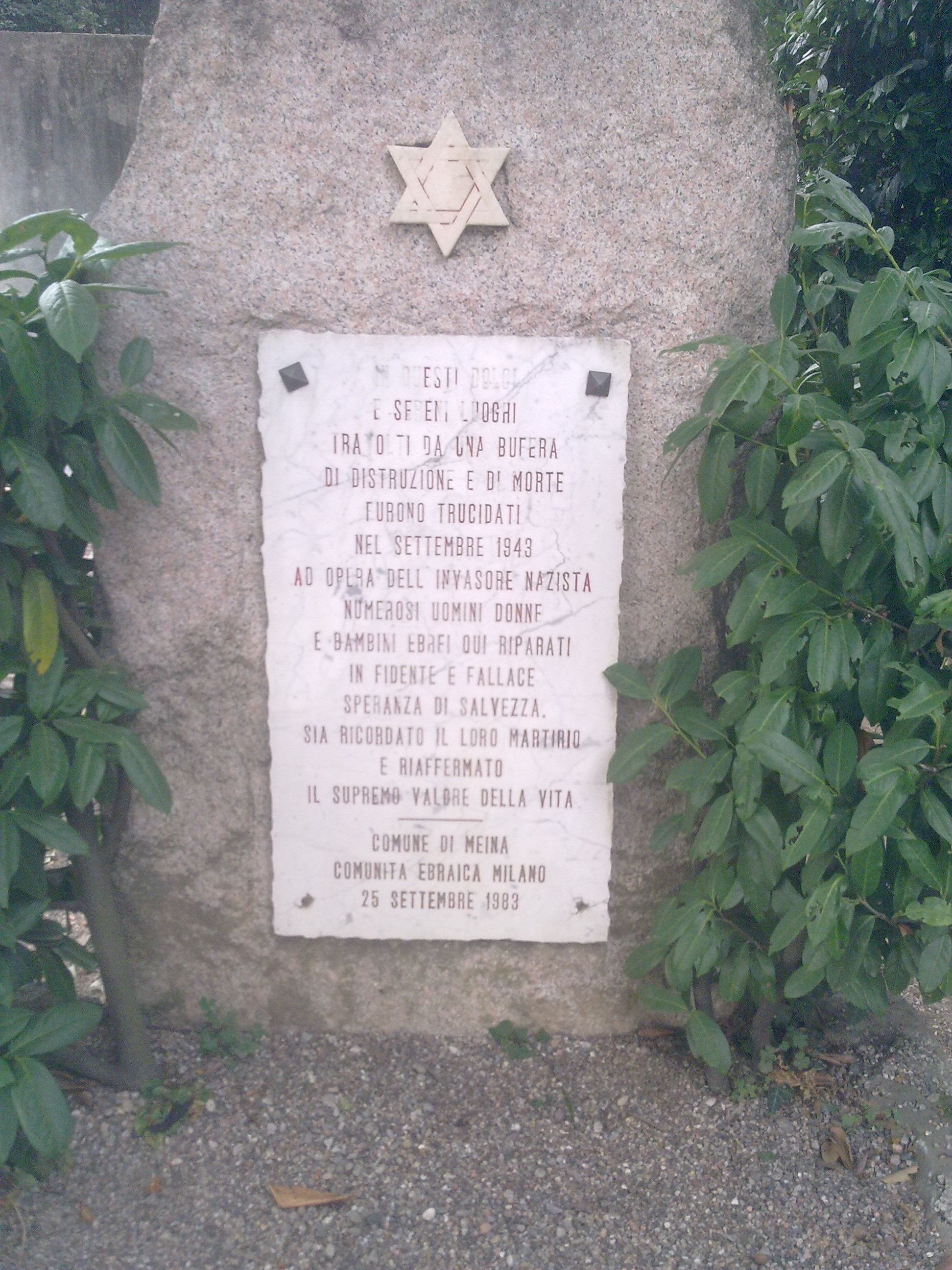
Gedenkstein für die jüdischen Opfer des Massakers vom Lago Maggiore

Gut 20 Jahre nach Ende des Krieges verurteilte das Landgericht Osnabrück in einem europaweit aufsehenerregenden Prozess am 11. Juli 1968 die drei Hauptbeteiligten Röhwer, Krüger und Schnelle zu einer lebenslänglichen Zuchthausstrafe sowie Schulz und Leithe zu jeweils drei Jahren Haft. Der Bundesgerichtshof hob die Urteile in einer umstrittenen Entscheidung wegen angeblicher Verjährung auf. Die Bundesanwaltschaft blieb bei ihrer Auffassung, die Verbrechen seien nicht verjährt, konnte sich damit aber nicht durchsetzen.
Für die Morde am Lago Maggiore wurde somit keiner der Täter von einem deutschen Gericht jemals rechtskräftig verurteilt.